# ناحیه ورمیلیون، شهرستان اری، اوهایو
ناحیه ورمیلیون، شهرستان اری، اوهایو (به انگلیسی: Vermilion Township, Erie County, Ohio) یک سکونتگاه مسکونی در ایالات متحده آمریکا است که در شهرستان ایری، اوهایو واقع شده‌است.

## خصوصیات
ناحیه ورمیلیون ۶۲٫۸ کیلومترمربع مساحت و ۹٬۵۷۵ نفر جمعیت دارد و ۱۸۹ متر بالاتر از سطح دریا واقع شده‌است.